# Antarchaea subflavalis
Antarchaea subflavalis är en fjärilsart som beskrevs av Walker 1863. Antarchaea subflavalis ingår i släktet Antarchaea och familjen nattflyn. Inga underarter finns listade i Catalogue of Life.